# Kempatti, Raybag
Kempatti là một làng thuộc tehsil Raybag, huyện Belgaum, bang Karnataka, Ấn Độ.